# Dave Stockton
Dave Stockton, född 2 november 1941 i San Bernardino, Kalifornien, är en amerikansk golfspelare. Stockton var framgångsrik på den amerikanska PGA-touren från mitten av 1960-talet fram till slutet av 1970-talet.
Stockton studerade vid University of Southern California och blev professionell 1964. Hans första seger på PGA-touren kom i 1967 års Colonial National Invitational. Hans bästa år under karriären var 1973 då han vann tre tävlingar men hans två majorsegrar i PGA Championship kom 1970 och 1976. 1970 spelade han den sista rundan med Arnold Palmer och han spelade på 73 slag då han gjorde både en eagle och dubbelbogey på det sjunde och åttonde hålet men han gjorde birdie på det trettonde hålet trots att han hade slagit i vattnet. Till slut räckte ändå spelet och han vann med två slag före Palmer och Bob Murphy. På grund av regn 1976 blev det den första tävlingen i PGA Championships historia som fick spelas på måndagen. Stockton sänkte en birdieputt på 2,5 meter på det sista hålet och undvek därmed särspel mot Raymond Floyd och Don January.
Stockton blev medlem på PGA Senior Tour (numera Champions Tour) 1991 där han fortsatte sin framgångsrika karriär. Han vann penningligan 1993 och 1994. Hans 14 segrar på seniortouren inkluderar tre senior majors, 1992 och 1994 års Senior Players Championships och 1996 års US Senior Open. Stockton tävlar fortfarande och slutade bland de 50 bästa på Champions Tours penningliga 2004.
Stockton spelade med USA:s Ryder Cup-lag 1971 och 1977 och han var USA:s icke spelande kapten i 1991 års Ryder Cup-lag på Kiawah Island.

## Meriter

### Majorsegrar
- 1970 PGA Championship
- 1976 PGA Championship

### PGA-segrar
- 1967 Colonial National Invitation
- 1968 Cleveland Open Invitational,  Greater Milwaukee Open
- 1971 Massachusetts Classic
- 1973 Greater Milwaukee Open
- 1974 Glen Campbell-Los Angeles Open,  Quad Cities Open,  Sammy Davis Jr.-Greater Hartford Open

### Senior PGA Tour wins
- 1992 Mazda Presents The Senior Players Championship
- 1993  Murata Reunion Pro-Am,  Southwestern Bell Classic,  Franklin Quest Championship,  GTE Northwest Classic,  The Transamerica
- 1994  Nationwide Championship,  Ford Senior Players Championship,  Burnet Senior Classic
- 1995  GTE Suncoast Classic,  Quicksilver Classic
- 1996 U.S. Senior Open,  First of America Classic
- 1997  Franklin Quest Championship

Senior majors visas i fet stil.